# Pfarrkirche Neumarkt im Tauchental

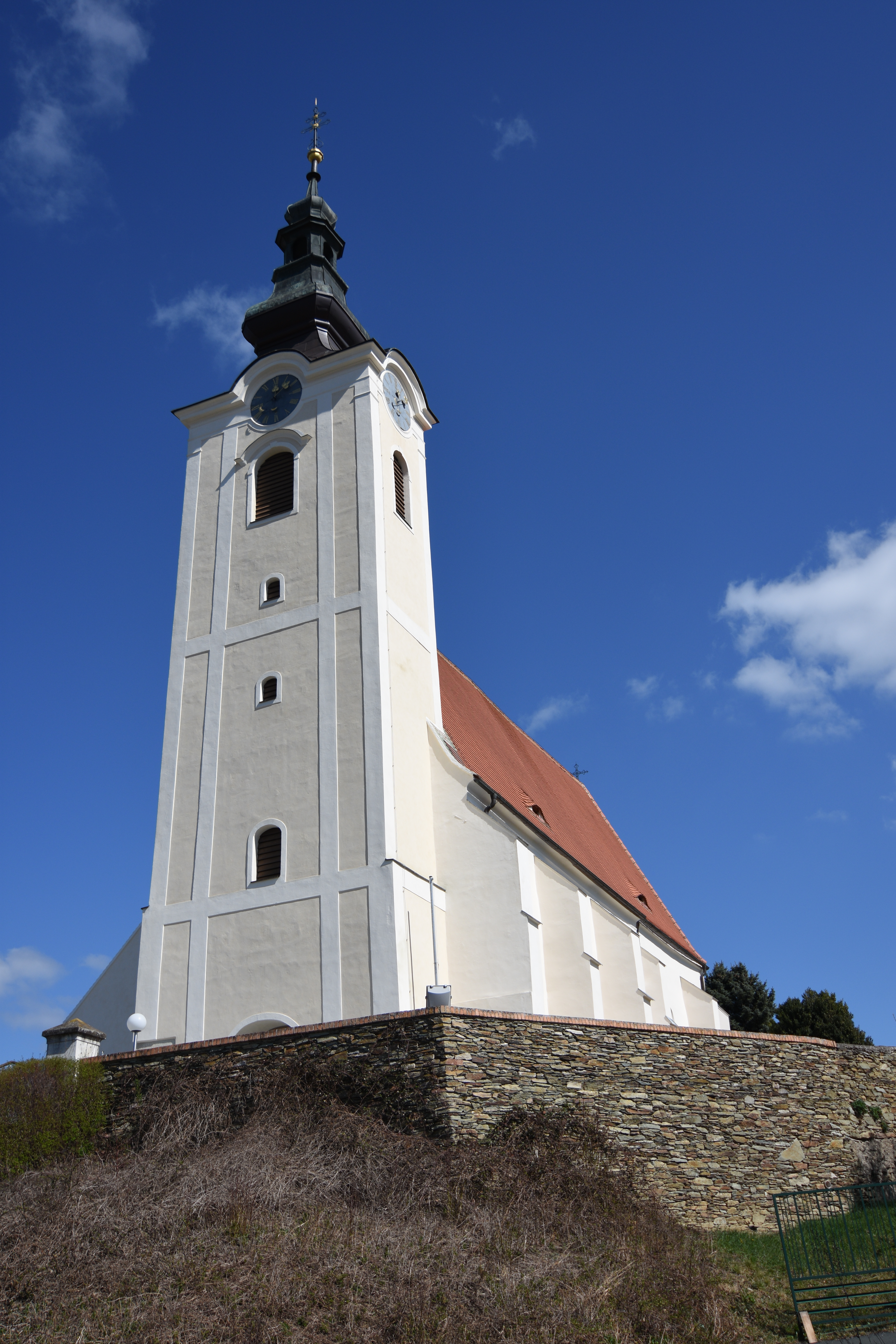
Kath. Pfarrkirche hl. Nikolaus in Neumarkt im Tauchental

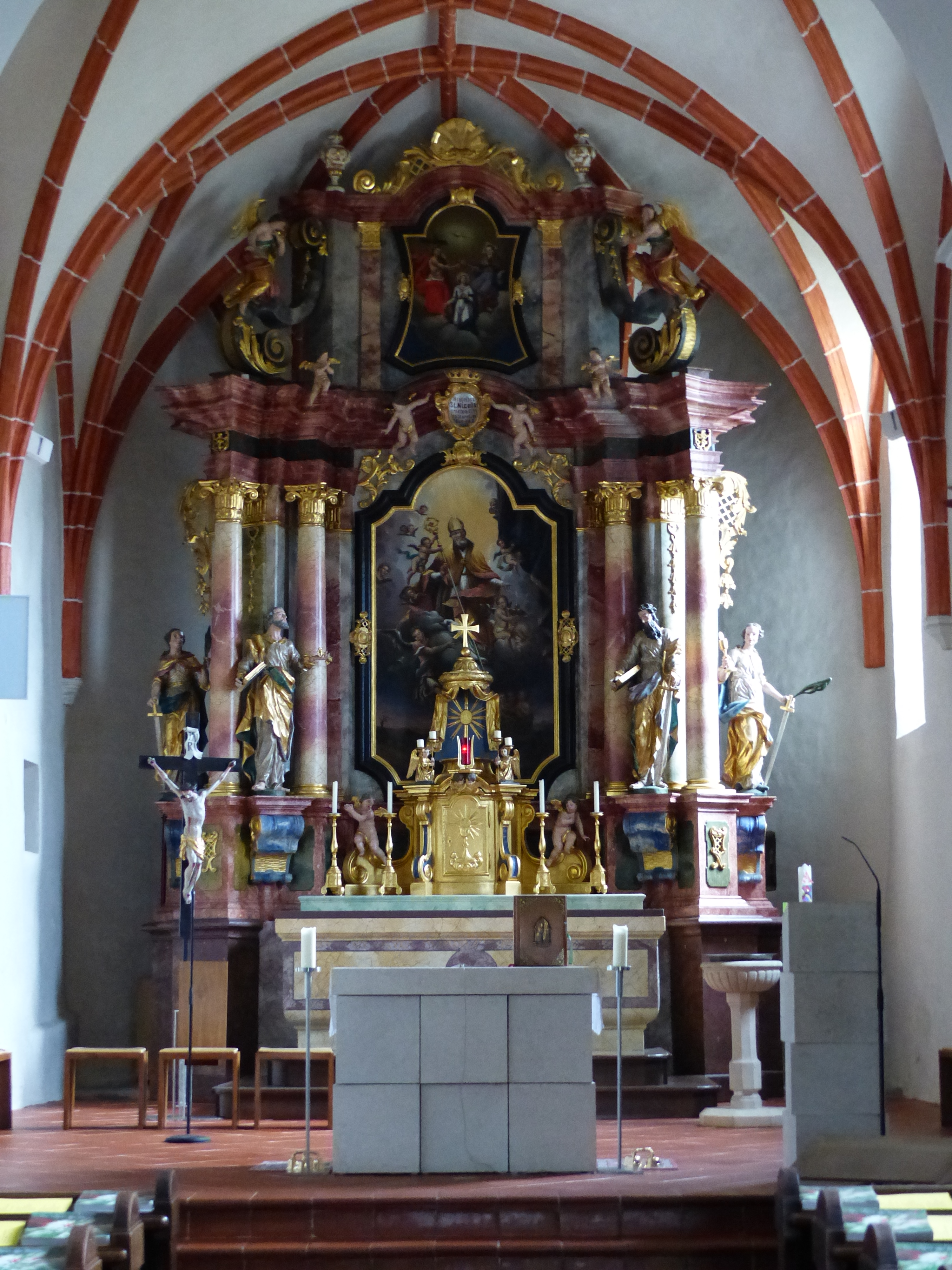
Hochaltar der Kath. Pfarrkirche

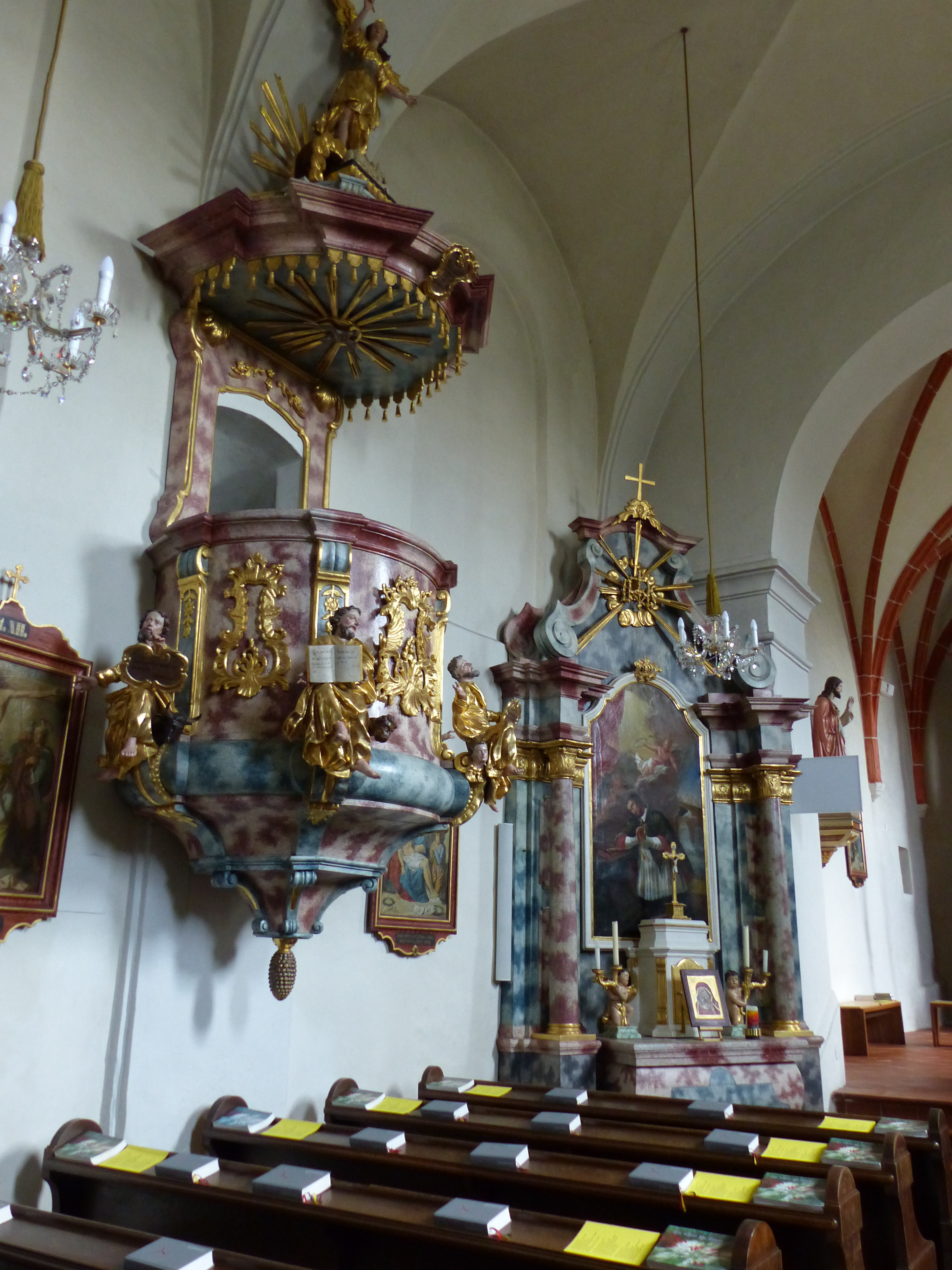
Innenbereich der Kath. Pfarrkirche

Die römisch-katholische Pfarrkirche Neumarkt im Tauchental steht im Ort Neumarkt im Tauchental in der Stadtgemeinde Stadtschlaining im Bezirk Oberwart im Burgenland. Die dem heiligen Nikolaus geweihte Kirche gehört zum Dekanat Rechnitz in der Diözese Eisenstadt. Die Kirche steht unter Denkmalschutz.

## Geschichte
Die Pfarrkirche wird im Jahre 1438 urkundlich genannt und hat einen gotischen Chor aus dem 15. Jahrhundert. Das Kirchenschiff wurde barockisiert. Im massiven Untergeschoß des hohen Westturmes werden Reste des Mauerwerkes der 1289 erwähnten Wehrkirche Niklasturm angenommen, das Obergeschoß mit Zwiebelhelm ist aus dem Jahre 1788. Am Kirchturm sind Römersteine mit bemerkenswerten Reliefs. Im Jahre 1975 wurde nordseitig eine Aufbahrungshalle angebaut.
Der hinter der Kirche liegende Alte Friedhof mit Bruchsteinmauer und einer Stiege aus dem Jahre 1756 beinhaltet ein Epitaph von Joseph und Katharina Kaldy. Im Jahre 1849 wurde im Ort ein Neuer Friedhof mit einer Friedhofskapelle errichtet.

## Ausstattung
Der Hochaltar aus den Jahren 1744/1745 wurde vom Tischler Johann Vogler aus Rechnitz geschaffen. Die Figuren sind vom Bildhauer Joseph Rast aus Steinamanger, die Fassung ist vom Maler Gabriel Schilram aus Steinamanger. Die Orgel aus 1960 mit 10 Registern wurde von Herbert Huber in Eisenstadt gebaut.